# ISO 3166-2:KP
ISO 3166-2:KP est l'entrée pour le République populaire démocratique de Corée (Corée du Nord) dans l'ISO 3166-2, qui fait partie du standard ISO 3166, publié par l'Organisation internationale de normalisation (ISO), et qui définit des codes pour les noms des principales administration territoriales (e.g. provinces ou États fédérés) pour tous les pays ayant un code ISO 3166-1.

## Provinces (9)ko:do
| Code ISO 3166-2 | Province             | Province           | Province                       | Province                          | Province               | Province                    |
| Code ISO 3166-2 | Nom coréen (hangeul) | Nom coréen (hanja) | Nom coréen (McCune-Reischauer) | Nom coréen (romanisation révisée) | Nom coréen (liste ISO) | Nom français (non officiel) |
| --------------- | -------------------- | ------------------ | ------------------------------ | --------------------------------- | ---------------------- | --------------------------- |
| KP-04           | 자강도               | 慈江道             | Chagang-do                     | Jagang-do                         | Chagang-do             | Jagang                      |
| KP-09           | 함경 북도            | 咸鏡北道           | Hamgyŏng-pukto                 | Hamgyeongbuk-do                   | Hamgyongbuk-do         | Hamgyong du Nord            |
| KP-08           | 함경 남도            | 咸鏡南道           | Hamgyŏng-namdo                 | Hamgyongnam-do                    | Hamgyongnam-do         | Hamgyong du Sud             |
| KP-06           | 황해 북도            | 黃海北道           | Hwanghae-pukto                 | Hwanghaebuk-do                    | Hwanghaebuk-do         | Hwanghae du Nord            |
| KP-05           | 황해 남도            | 黃海南道           | Hwanghae-namdo                 | Hwanghaenam-do                    | Hwanghaenam-do         | Hwanghae du Sud             |
| KP-07           | 강원도               | 江原道             | Kangwŏn-do                     | Gangwon-do                        | Kangwon-do             | Kangwon (Corée du Nord)     |
| KP-03           | 안 북도              | 平安北道           | P’yŏngan-pukto                 | Pyeonganbuk-do                    | Pyonganbuk-do          | Pyongan du Nord             |
| KP-02           | 안 남도              | 平安南道           | P’yŏngan-namdo                 | Pyeongannam-do                    | Pyongannam-do          | Pyongan du Sud              |
| KP-10           | 강도 ou 양강도       | 兩江道             | Ryanggang-do                   | Yanggang-do                       | Yanggang-do            | Ryanggang                   |

## Villes à statut spécial
| Code ISO 3166-2 | Nom coréen (hangeul) | Nom coréen (hanja) | Nom coréen (McCune-Reischauer)     | Nom coréen (romanisation révisée)  | Nom coréen (liste ISO) | Nom français (non officiel) | Statut               |
| --------------- | -------------------- | ------------------ | ---------------------------------- | ---------------------------------- | ---------------------- | --------------------------- | -------------------- |
| KP-13           | 라선 직할시          | 羅先 直轄市        | Nasŏn Chikhalsi ou Rasŏn Chikhalsi | Naseon Jikhalsi ou Raseon Jikhalsi | Najin Sonbong-si       | Rasŏn                       | ville spéciale       |
| KP-14           | 남포 특급            | 南浦特級市         | Namp’o T’ŭkkŭpsi                   | Nampo Teukgeupsi                   | Nampo- t’ŭkpyŏlsi      | Nampo ou Nampho             | ville métropolitaine |
| KP-01           | 평양                 | —                  | P'yŏngyang                         | Pyeongyang                         | Pyongyang-chikhalsi    | Pyongyang                   | ville capitale       |
| KP-15           | 개성시               | —                  | Kaesŏng                            | Kaeseong                           | Kaesŏng-t’ŭkpyŏlsi     | Kaesŏng                     | ville métropolitaine |

## Changements
Historiques des changements
- 10 décembre 2002 : ISO 3166-2:2002-12-10 bulletin d’information n° I-4 : Ajout d'une ville métropolitaine. Catégories de subdivision dans l'en-tête re-triées
- 8 mars 2004 : ISO 3166-2:2004-03-08 bulletin d’information n° I-6 : Correction orthographique dans l'en-tête de la source de la liste
- 3 février 2010 / 19 février 2010 : Mise à jour administrative, remplacement des codets alphabetiques par des codets numèriques
- 18 décembre 2014 : Suppression de l'espace entre "de" et la parenthèse dans la forme courte française en minuscules.
- 23 novembre 2017 : Modification de l'orthographe de KP-10, KP-13 (McCune-Reischauer, 1939); ajout de la ville métropolitaine KP-14; mise à jour de la Liste Source
- 26 novembre 2018 : Correction de l'étiquette du système de romanization
- 29 novembre 2022 : Ajout d'une ville métropolitaine KP-15; Mise à jour de la Liste Source